# مارك نوريس
مارك نوريس هو سياسي كندي، ولد في 1962. حزبياً، نشط في الرابطة التقدمية المحافظة في ألبرتا ‏. وقد انتخب عضو الجمعية التشريعية ألبرتا.